# Populares
Populares (Latijn: populus = volk), zo noemde zich in Rome van de 2e en 1e eeuw v.Chr. de "politieke fractie" van degenen die op ingrijpende politieke hervormingen aanstuurden, zoals de gebroeders Gracchus, Gaius Marius, Catilina (voorheen lid van de optimates), Clodius en Caesar. Zij ondervonden veel tegenkanting van de optimates en werden vaak het slachtoffer van een politieke moord.
Deze politieke fracties moeten niet vergeleken worden met de hedendaagse politieke fracties. Het ging hier om losse groeperingen van gelijkgezinde politici die inzagen dat de uitbuiting van de lagere klassen te ver ging. Ze waren tegen de uitbuiting van het volk door de senaat en vertegenwoordigden de belangen van de gewone man. Ze kunnen de voorlopers van het populisme genoemd worden.